# کالج سینت الاف
کالج سینت الاف (به انگلیسی: St. Olaf College) یک کالج هنر در ایالات متحده آمریکا است که در مینه‌سوتا واقع شده‌است.